# 야말로네네츠 자치구의 행정 구역
다음은 야말로네네츠 자치구의 행정 구역에 관한 설명이다.
구 지정 도시:
- 살레하르트
- 굽킨스키
- 라비트난기
  - 하르프
- 나딤
- 무라블렌코
- 노비우렌고이
- 노야브리스크

군:
- 크라스노셀쿱스키군
- 나딤스키군
  - 판고디
  - 자폴랴르니
- 프리우랄스키군
- 푸롭스키군
  - 타르코살레
  - 우렌고이
- 타좁스키군
- 슈리시카르스키군
- 야말스키군